# Municipio de Cane River
El municipio de Cane River (en inglés: Cane River Township) es un municipio ubicado en el  condado de Yancey en el estado estadounidense de Carolina del Norte. En el año 2010 tenía una población de 1.880 habitantes.

## Geografía
El municipio de Cane River se encuentra ubicado en las coordenadas 35°54′51.4″N 82°25′17.47″O / 35.914278, -82.4215194.